# Pablo Lemus Navarro
Jesús Pablo Lemus Navarro (Guadalajara, Jalisco; 18 de julio de 1969) Es un político, empresario y comunicador mexicano. Fue presidente de la Confederación Patronal de la República Mexicana (COPARMEX) de Jalisco, director general de Credicampo y, de 2015 a 2021, alcalde de Zapopan, Jalisco. De 2021 a 2023, fue presidente municipal de Guadalajara. Es el actual gobernador de Jalisco desde el 6 de diciembre de 2024.

## Biografía
Nació en Guadalajara, Jalisco, el 18 de julio de 1969, dentro de una familia dedicada al comercio de instrumentos musicales. Está casado con Maye Villa, con quien tiene cuatro hijos.

### Formación académica
Cursó la licenciatura de Administración de Empresas en el Instituto Tecnológico y de Estudios Superiores de Occidente. Al finalizar, continuó con dos postgrados, uno en Finanzas en la Universidad Panamericana y otro en la especialidad de Alta Dirección de Empresas, en el Instituto Panamericano de Alta Dirección de Empresas.

## Carrera empresarial
En 1994, inició su carrera empresarial al frente de Musical Lemus, empresa familiar dedicada a la venta de mayoreo de instrumentos y accesorios musicales, hoy bajo el nombre de Mhaus Lemus. 
Tres años después, en 1997, se incorporó al Consejo de Administración de Multivalores Grupo Financiero (Grupo Multiva), donde adquirió el cargo de director nacional de arrendadora del 2000 al 2005 y, posteriormente, fue director general de 2005 a 2008.
Posteriormente, Pablo Lemus fue socio de Credicampo. y participó en la COPARMEX Jalisco como presidente de la Comisión de Jóvenes Empresarios, para después ser el director de dicho organismo.
Durante su gestión como Presidente de COPARMEX Jalisco, emprendió reformas para combatir la corrupción en diversas instancias de gobierno, además de impulsar la participación ciudadana con iniciativas como Voto Razonado y Conoce a tu Diputado.
Asimismo, el actual gobernador de Jalisco,  colaboró en diversos medios de comunicación de la Zona Metropolitana de Guadalajara, primero como moderador en Jalisco Contraste, un programa local de TV Azteca, y hasta el 2014 como conductor de un noticiero radiofónico en la estación Zona 3 Noticias.

## Trayectoria política

### Presidente municipal de Zapopan
Para 2015 fue designado candidato a la Presidencia Municipal de Zapopan por parte del partido Movimiento Ciudadano y obtuvo la victoria con más de 180 mil votos, de acuerdo con los datos del Programa de Resultados Electorales Preliminares (PREP) de Jalisco, consiguiendo una diferencia de 10 puntos porcentuales respecto al segundo lugar de la contienda, el candidato del Partido Revolucionario Institucional (PRI) Salvador Rizo.
Desde el inicio de su administración, orientó sus políticas en atender los principales problemas propiciados por la desigualdad. Cambió el ángulo de los programas sociales por un modelo enfocado a generar las condiciones idóneas para el desarrollo equitativo de la ciudad y sus habitantes.

### Ciudad de los niños y de las niñas
A través de una estrategia transversal, su administración planteó cinco ejes para la construcción de una ciudad sustentable para los niños, estos son: educación, cultura, deporte, empleo y protección.
La primera gran obra de esta administración fue el “Centro Cultural Constitución”, que anteriormente era el Mercado Bola y que estuvo en abandono durante muchos años. Además surgieron programas sociales como las Colmenas, construidas en colonias vulnerables como Miramar; Escuelas con Estrella y Crea Kids. 
Desde el 2016 la administración de Lemus emprendió un plan de acción para que Zapopan se convirtiera en la Ciudad de los niños y de las niñas, por lo que se elaboraron políticas para la protección, la seguridad, el desarrollo y el bienestar de los menores, además, se crearon y rehabilitaron espacios públicos.

### Reelección en Zapopan
En 2018, Pablo Lemus volvió a ser el candidato de Movimiento Ciudadano y se convirtió en el primer Presidente Municipal de Zapopan en ser reelecto, tras superar los 250 mil votos y estar por delante del segundo lugar con 23 puntos porcentuales. 
En esta segunda gestión se inauguró el Parque de las Niñas y los Niños, donde hay áreas para pasear a las mascotas, skatopista y se ofrecen actividades como cine al aire libre. 
En esta segunda administración, continuó con  la creación de programas sociales para evitar la deserción escolar, estimular el empleo y para el fomento del emprendimiento. Se destacó la construcción de centros comunitarios con talleres de arte y la instalación del Sistema de Protección de Derechos para Niños, Niñas y Adolescentes (SIPINNA) 

### Candidato a la alcaldía de Guadalajara
En febrero del 2021, Pablo Lemus pidió licencia como alcalde de Zapopan para aspirar a una diputación plurinominal por parte del partido Movimiento Ciudadano. Sin embargo, el 16 de marzo, Ismael del Toro Castro, candidato a la presidencia de Guadalajara, renunció a la contienda electoral por motivos familiares, y un par de días después, la dirigencia del partido naranja presentó a Pablo Lemus como contendiente a la alcaldía tapatía, en sustitución de Del Toro Castro.

### Presidente municipal de Guadalajara
El 6 de junio de 2021, Pablo Lemus ganó las elecciones y se posicionó como presidente municipal de Guadalajara. Durante su gestión, trasladó a la capital jalisciense los programas de reconstrucción de tejido social, como las Colmenas, las cuales fueron instaladas en Rancho Nuevo, San Juan de Dios y Balcones del Cuatro; también inauguró las Escuelas de Música Santa Cecilia, Ricardo Flores Magón y José Clemente Aguirre, y las Escuelas a Todo Color. 
Ese mismo año, la UNESCO designó Guadalajara  como ´Capital Mundial del Libro´ , nombramiento que impulsó diversas actividades culturales en toda la ciudad.  
Durante esta gestión de Pablo Lemus, también se concluyó la ampliación del Paseo Fray Antonio Alcalde, que incluyó obras como el Arco Norte de La Normal y la Plaza Luis Barragán; se restauró el Andador Pedro Moreno  y se intervinieron arterias importantes de la ciudad como la Avenida Enrique Díaz de León, así como la intervención de escuelas de educación básica y la entrega de paquetes Recrea, entre otros proyectos educativos.
En octubre de 2023, Pablo Lemus solicitó licencia al pleno del Ayuntamiento de Guadalajara para contender por la gubernatura de Jalisco, de nueva cuenta por el partido Movimiento Ciudadano.

## Gobernador de Jalisco
El 2 de julio de 2024, Pablo Lemus Navarro se convirtió en el gobernador más votado en la historia de Jalisco, obteniendo el 43.17% de los votos, según el Instituto Electoral y de Participación Ciudadana de Jalisco. Su victoria se atribuye a su trayectoria como presidente municipal de Zapopan y de Guadalajara. 
Tras los comicios, el partido Morena, encabezado en Jalisco por su candidata Claudia Delgadillo, impugnó los resultados alegando irregularidades en el proceso electoral. Sin embargo, el Tribunal Electoral del Estado de Jalisco y, posteriormente, la Sala Superior del Tribunal Electoral del Poder Judicial de la Federación, desestimaron las impugnaciones por falta de pruebas, ratificando la victoria de Lemus.
Desde que asumió el cargo, el gobernador ha centrado sus esfuerzos en fortalecer la seguridad estatal, mejorar la infraestructura educativa y promover el turismo, buscando consolidar el desarrollo integral de todo el estado.
En marzo de 2025, se descrubrió un centro de entrenamiento y reclutamiento forzado operado por el Cártel de Jalisco Nueva Generación dentro del Rancho Izaguirre ubicado en el municipio de Teuchitlán siendo la primera polemica en su administración.